# Ambasciata dell'Afghanistan a Ottawa
L'Ambasciata dell'Afghanistan in Ottawa è un'ambasciata dell'Afghanistan in Canada. Si trova in 240 Algyre Avenue a Ottawa, Ontario, Canada. Hassan Soroosh ne è l'attuale ambasciatore.